# Linia kolejowa Biederitz – Magdeburg-Buckau
Linia kolejowa Biederitz – Magdeburg-Buckau – dawna regionalna i niezelektryfikowana linia kolejowa w Niemczech, w kraju związkowym Saksonia-Anhalt. Linia kolejowa biegła z dworca Magdeburg-Buckau do Biederitz, poprzez most zwodzony na Łabie.